# Cleidogona
Cleidogona är ett släkte av mångfotingar. Cleidogona ingår i familjen Cleidogonidae.

## Dottertaxa tillCleidogona, i alfabetisk ordning[1]
- Cleidogona accretis
- Cleidogona alata
- Cleidogona arco
- Cleidogona arkansana
- Cleidogona atoyaca
- Cleidogona atropos
- Cleidogona australis
- Cleidogona austrina
- Cleidogona bacillipus
- Cleidogona baroqua
- Cleidogona bifurca
- Cleidogona caesioannulata
- Cleidogona camazotz
- Cleidogona caroliniana
- Cleidogona ceibana
- Cleidogona celerita
- Cleidogona chac
- Cleidogona chacmool
- Cleidogona chiapas
- Cleidogona chontala
- Cleidogona coatlicue
- Cleidogona conotyloides
- Cleidogona crucis
- Cleidogona crystallina
- Cleidogona curvipes
- Cleidogona cyclipes
- Cleidogona decurva
- Cleidogona eulalia
- Cleidogona felipina
- Cleidogona fidelitor
- Cleidogona forceps
- Cleidogona forficula
- Cleidogona fustis
- Cleidogona georgia
- Cleidogona godmani
- Cleidogona grenada
- Cleidogona gucumatz
- Cleidogona hadena
- Cleidogona hauatla
- Cleidogona hoffmani
- Cleidogona hunapu
- Cleidogona inexpectata
- Cleidogona jamesoni
- Cleidogona jocassee
- Cleidogona lachesis
- Cleidogona laminata
- Cleidogona laquinta
- Cleidogona maculata
- Cleidogona major
- Cleidogona mandeli
- Cleidogona margarita
- Cleidogona mayapec
- Cleidogona medialis
- Cleidogona mexicana
- Cleidogona minima
- Cleidogona minutissima
- Cleidogona mirabilis
- Cleidogona mississippiana
- Cleidogona mixteca
- Cleidogona moderata
- Cleidogona nantahala
- Cleidogona pecki
- Cleidogona pochteca
- Cleidogona punctifer
- Cleidogona rafaela
- Cleidogona revilla
- Cleidogona saripa
- Cleidogona sayana
- Cleidogona scandens
- Cleidogona secreta
- Cleidogona steno
- Cleidogona stolli
- Cleidogona sublettei
- Cleidogona tajumulco
- Cleidogona tallapoosa
- Cleidogona tequila
- Cleidogona tizoc
- Cleidogona totonaca
- Cleidogona treacyae
- Cleidogona unita
- Cleidogona wrayi
- Cleidogona xolotl
- Cleidogona yerbabuena
- Cleidogona zapoteca
- Cleidogona zempoala
- Cleidogona zimapaniensis